# E.C. Matthews
Elbert Clark Matthews, detto E.C. (Detroit, 3 ottobre 1995), è un cestista statunitense.